# Coupe de Tunisie de futsal
La coupe de Tunisie de futsal est une compétition de futsal tunisienne.

## Palmarès
- 2009-2010 : Tunis Air Club
- 2010-2011 : Foot Club Hammam Sousse
- 2011-2012 : Futsal Club Boujaafar
- 2012-2013 : Futsal Club Boujaafar
- 2013-2014 : Foot Club Hammam Sousse
- 2014-2015 : Association sportive de la municipalité de La Marsa
- 2015-2016 : Club sportif de Mégrine Chaker
- 2016-2017 : Futsal Club Boujaafar